# 奈佐忠行
奈佐 忠行（なさ ただゆき、文久4年1月18日（1864年2月25日） - 昭和9年（1934年）6月22日）は、日本の地質学者、地理学者。東京商科大学（現一橋大学）名誉教授。専門は経済地理学。旧静岡藩士で、旧名本多 忠行。

## 人物・経歴
江戸に生まれる。1876年に東京英語学校に入学した。1881年に東京大学予備門を卒業する。1885年に帝国大学理科大学（現・東京大学理学部）地質学科を卒業し、理学士を取得し、福岡県立中学校教諭となる。
農商務省に入り、農商務二等技手、農商務技師試補、地質調査所（現・産業技術総合研究所）五等技師などを歴任した。
1894年高等商業学校（現・一橋大学）教授に就任し、従七位に叙された。1897年同校図書館の初代主幹となる。1899年、従六位に叙され、清に差遣され研究に従事した。1902年帰国。
再びドイツ帝国、フランス共和国両国に留学し、1905年に帰国後、商品学を担当。1906年から東京高等商業学校商品陳列所主幹を務めるなど、同所の整備に尽力した。
1909年に東京高等商業学校商業教員養成所主事となる。1911年には正五位に叙された。1920年に東京商科大学（現・一橋大学）附属商学専門部教授兼主事兼大学教授となる。1922年には正四位に叙された。1923年に関東大震災で商品陳列所を建物ごと失い再興を目指したが、叶わなかった。
1927年に従三位に叙される。1928年に後進に譲るためとして自ら依願退官し、東京商科大学名誉教授の称号を受けた。1934年死去。

## 栄典
- 1925年（大正14年）11月25日 - 勲二等瑞宝章[22]

## 編集
- 『商工地理学日本地図』杉本七百丸 1896年
- 『商工地理學：日本ノ部1巻』六盟館 1896年